# 竹内正彦
竹内 正彦（たけうち まさひこ、1963年 - ）は、日本の国文学者、國學院大學文学部日本文学科教授。博士（文学）。
専門は源氏物語を主とした中古文学。長野県出身。

## 経歴

### 略歴
1982年3月、長野県長野高等学校卒業。1986年3月、國學院大學文学部文学科卒業。1988年3月、國學院大學大学院文学研究科博士課程前期修了。1991年3月、國學院大學大学院文学研究科博士課程後期単位取得後退学。
2001年4月～2003年3月、群馬県立女子大学文学部国文学科講師。2003年4月～2009年3月、群馬県立女子大学文学部国文学科助教授（2007年4月、同准教授）。2003年4月～2009年3月、群馬県立女子大学大学院文学研究科（修士課程）担当。
2009年4月～2021年3月、フェリス女学院大学文学部日本文学科教授（2004年4月、同日本語日本文学科教授）。2009年4月～2021年3月、フェリス女学院大学大学院人文科学研究科担当。2011年4月～2021年3月、フェリス女学院大学大学院人文科学研究科博士後期課程学位申請論文指導担当。2021年4月～現在、國學院大學文学部日本文学科教授。
2021年4月～現在、國學院大學大学院文学研究科文学専攻日本文学コース研究指導・論文指導演習担当（指導教員）。

### 学会委員等歴

#### 中古文学会（会員：1986年4月～現在）
- 選挙管理委員：2011年度
- 選挙管理委員長：2013年度
- 委員：2015年6月～現在
- 常任委員：2017年6月～現在
- 編集委員：2017年6月～2021年5月
- 第11回中古文学会賞選考委員：2018年5月～10月
- 代表委員・事務局：2021年5月～現在

#### 全国大学国語国文学会（会員：1986年4月～現在）
- 委員：2007年7月～2019年6月、2021年7月～現在
- 常任委員：2011年7月～2017年6月
- 事務局長：2012年7月～2014年6月

#### 日本文学協会（会員：1995年2月～現在）
- 委員：1999年12月～2003年11月、2005年12月～2009年11月、2011年12月～2015年11月
- 委員選考委員：2018年12月～2020年11月
- 委員選考委員長：2019年5月～2020年11月

#### 日記文学会（会員：2021年10月～現在）
- 運営委員：2022年12月～現在

#### 國學院大學國文學會（会員：1986年4月～現在）
- 委員：2004年4月～現在
- 常任委員：2022年4月～現在

## 受賞歴
- 1996年10月　中古文学会賞（中古文学会創立30周年記念）

## 著書

### 単著
- 『源氏物語発生史論 - 明石一族物語の地平』（新典社） 2007
- 『2時間でおさらいできる源氏物語』（大和書房、だいわ文庫） 2017
- 『源氏物語の顕現』（武蔵野書院） 2022

### 監修
- 『図説 あらすじと地図で面白いほどわかる! 源氏物語』（青春出版、青春新書インテリジェンス） 2018

### 共編著
- 『源氏物語事典』（大和書房） 2002
- 『林田孝和著作集』第1 - 4巻（武蔵野書院） 2021